# GUM (centro commerciale)

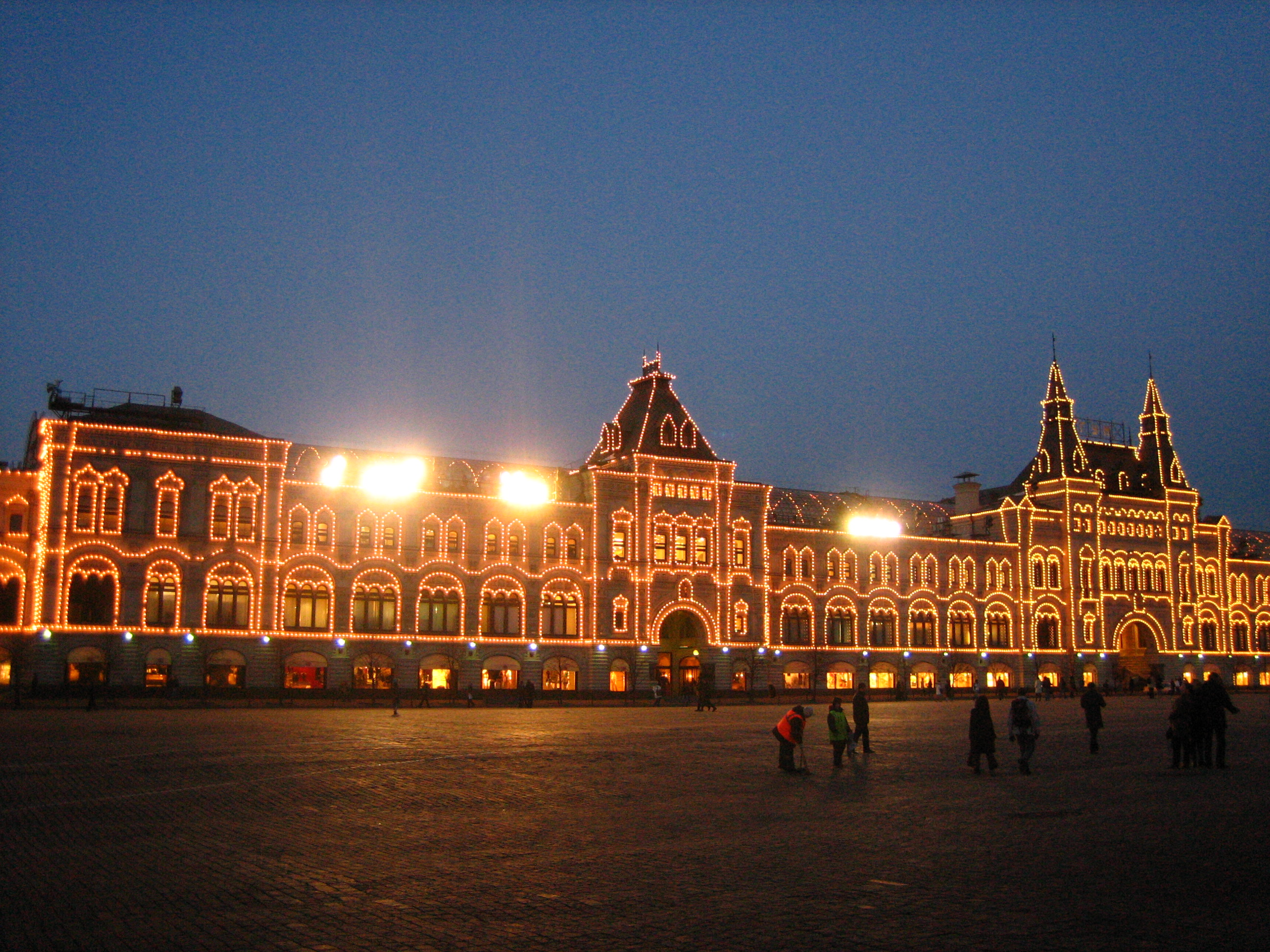
Vista notturna dei Grandi Magazzini GUM di Mosca

Il GUM (in russo Главный универсальный магазин?, Glavnyj universal'nyj magazin (Magazzino universale principale); nell'epoca sovietica Государственный универсальный магазин, Gosudarstvennyj universal'nyj magazin e prima del 1920 Верхние торговые ряды, Verchnie torgovye rjady) è l'imponente palazzo nel centro di Mosca che occupa tutto il lato della Piazza Rossa di fronte al Cremlino.
Con i suoi 80.000 m² di superficie suddivisi in tre gallerie coperte per tre piani di altezza è una delle principali costruzioni della fine del XIX secolo in Russia.

## Storia

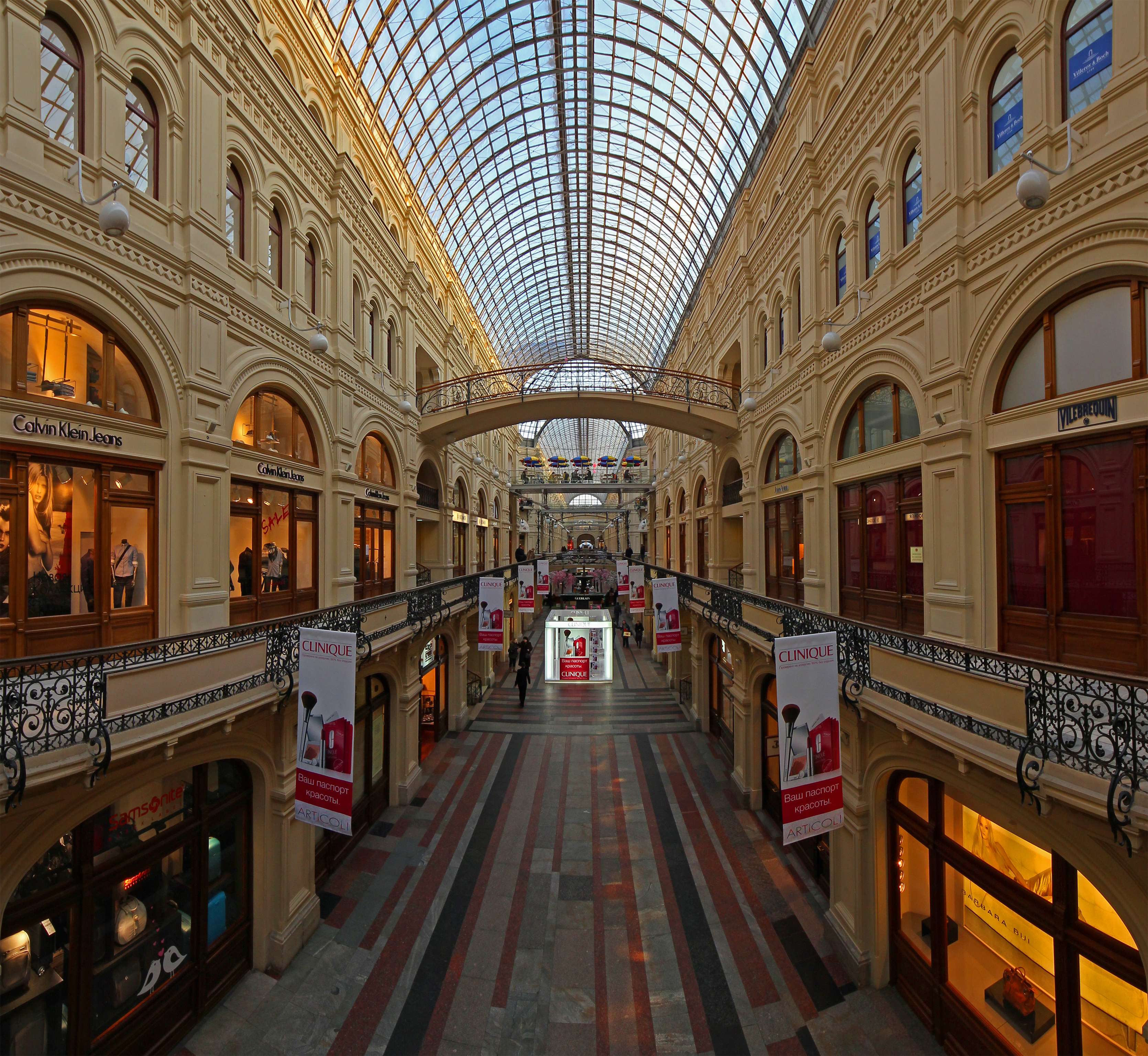
Veduta del GUM

A seguito di un decreto dello Zar e a spese della gilda dei commercianti di Mosca, la costruzione dell'edificio venne iniziata nell'anno 1890, in base ad un progetto dell'architetto A.N. Pomerancev e dell'ingegnere V.G. Šuchov.

La costruzione durò tre anni ed il grande magazzino venne inaugurato nel 1893.

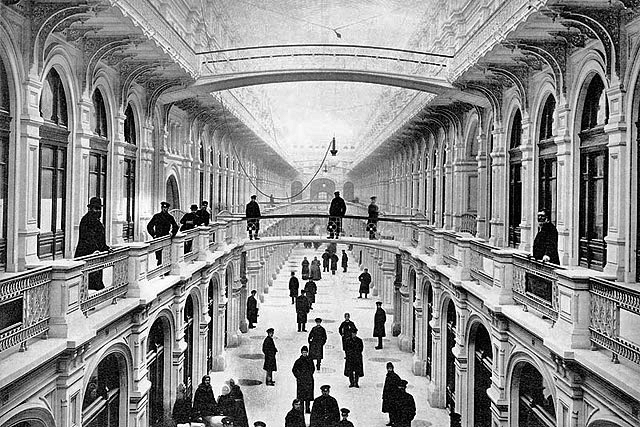
Interno del GUM in una foto del 1893

Il GUM subì un'importante ristrutturazione nel 1953 voluta dal governo sovietico per dare lustro ed importanza a questo edificio commerciale situato nel cuore della capitale.

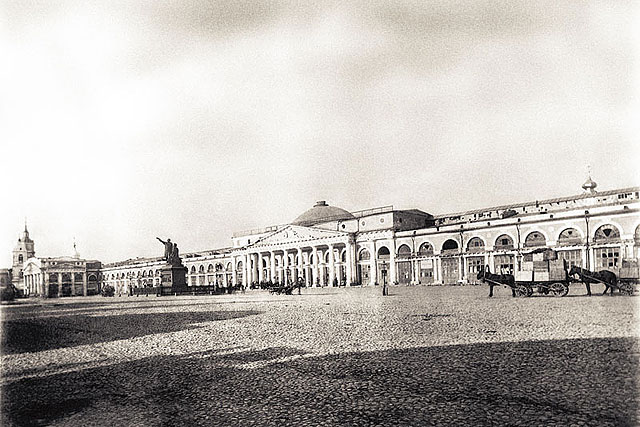
Esterno del Gum in una foto del XIX secolo

Dopo il 1990 con il crollo dell'Unione Sovietica ed il passaggio all'economia di mercato della Russia il GUM è diventato una impresa privata e gli spazi interni sono gestiti da dettaglianti indipendenti.

## GUM nel ventunesimo secolo
L'imponente e storico palazzo è nel nuovo secolo un centro commerciale dove sono presenti molte marche del lusso e della moda, molte delle quali italiane. 
La sua posizione nel centro della città lo rende una delle principali mete turistiche nella capitale russa.

## Galleria d'immagini

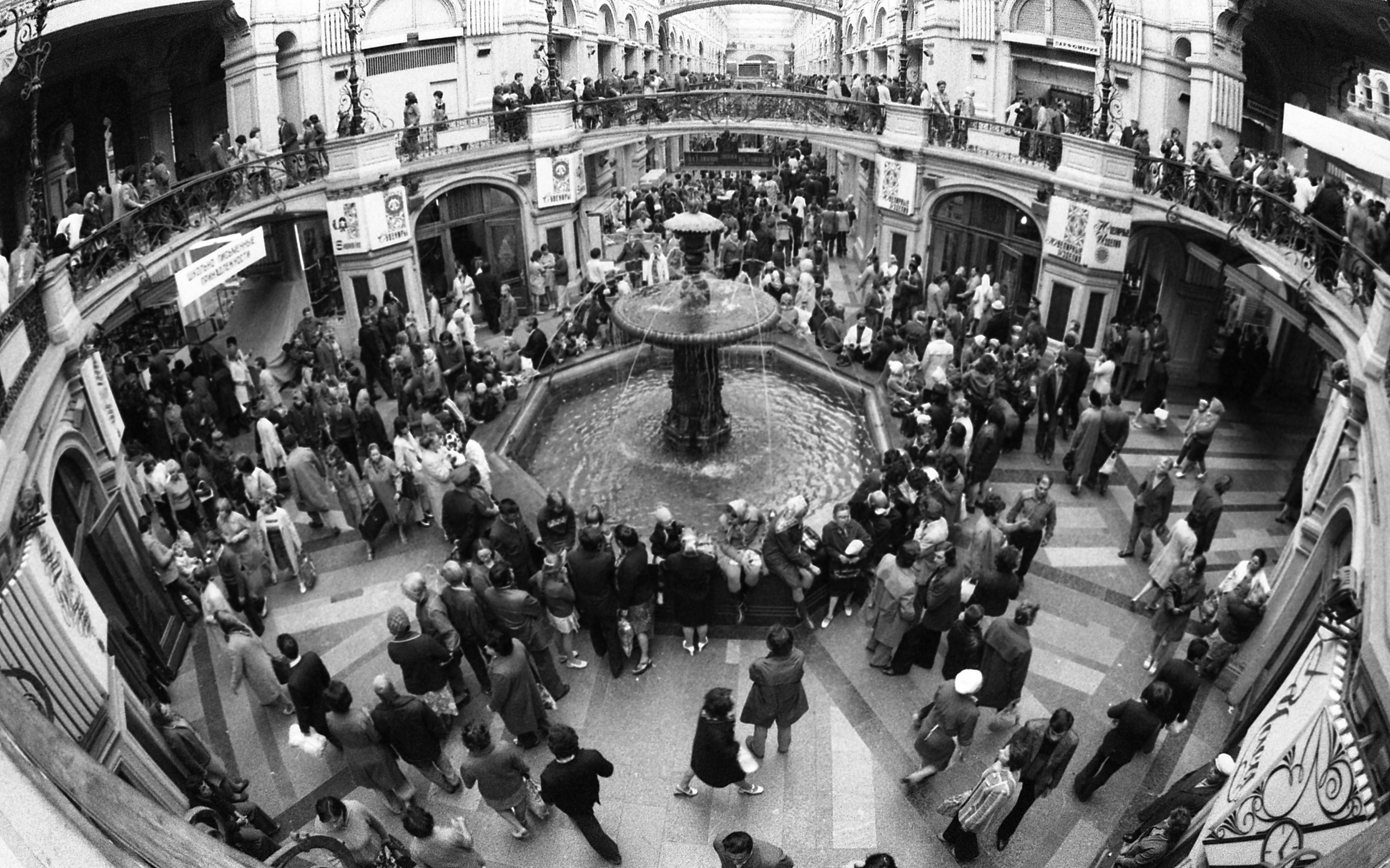
I magazzini GUM nel 1976.
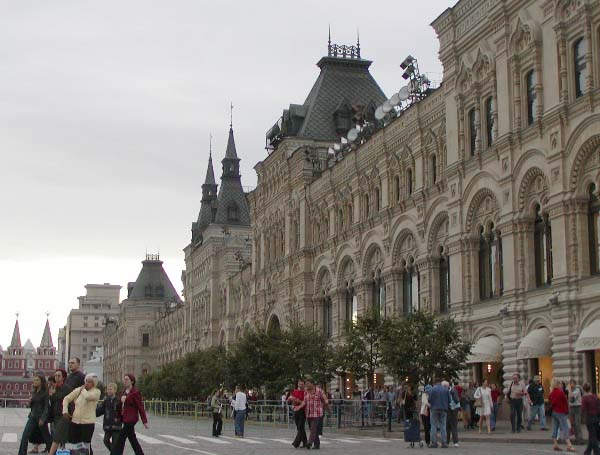
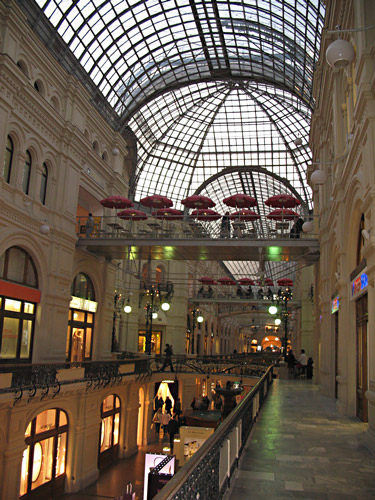
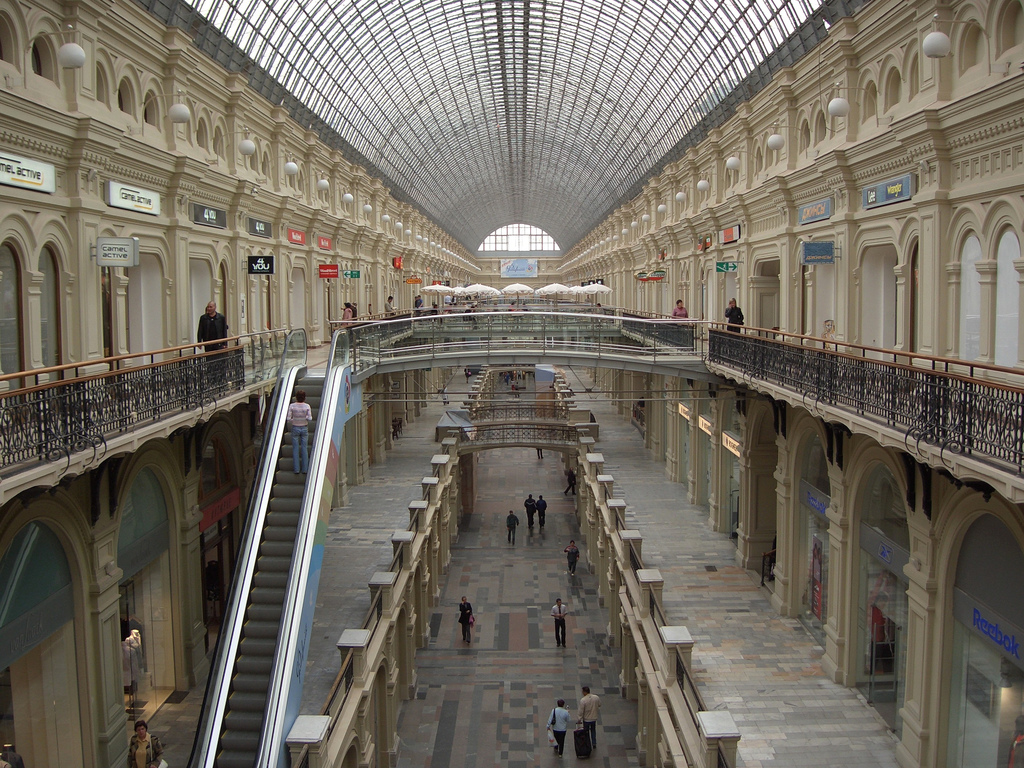
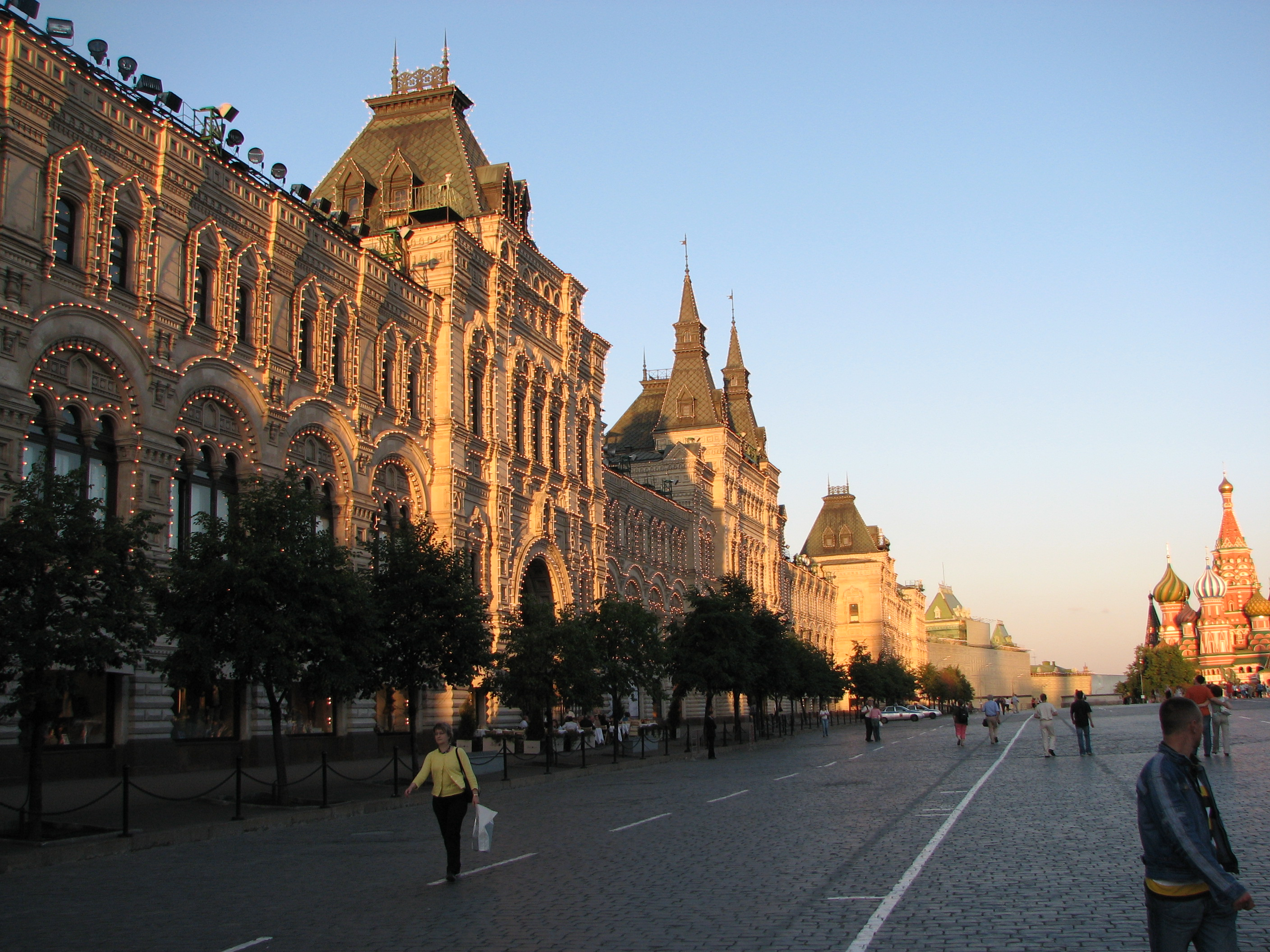
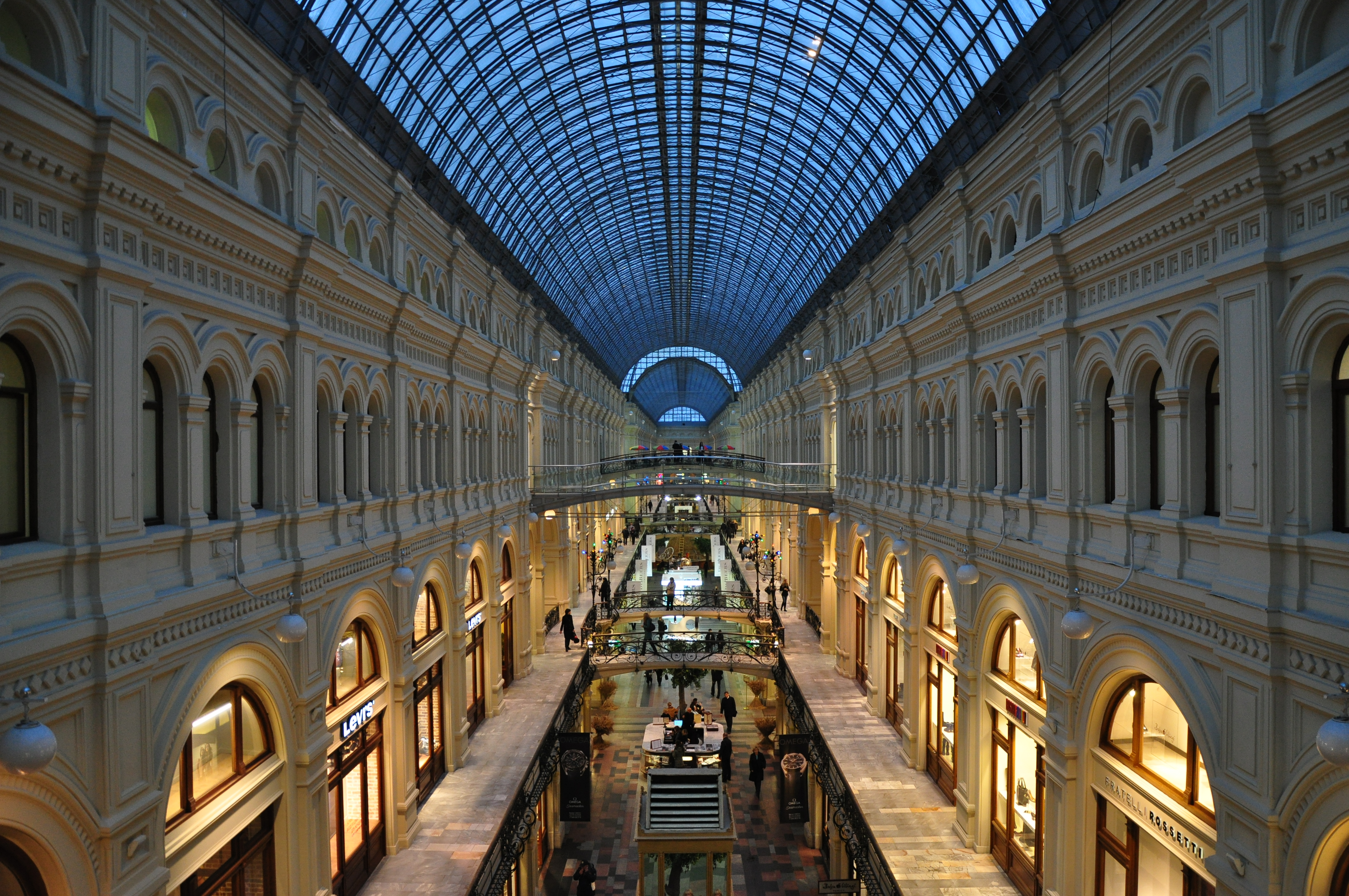
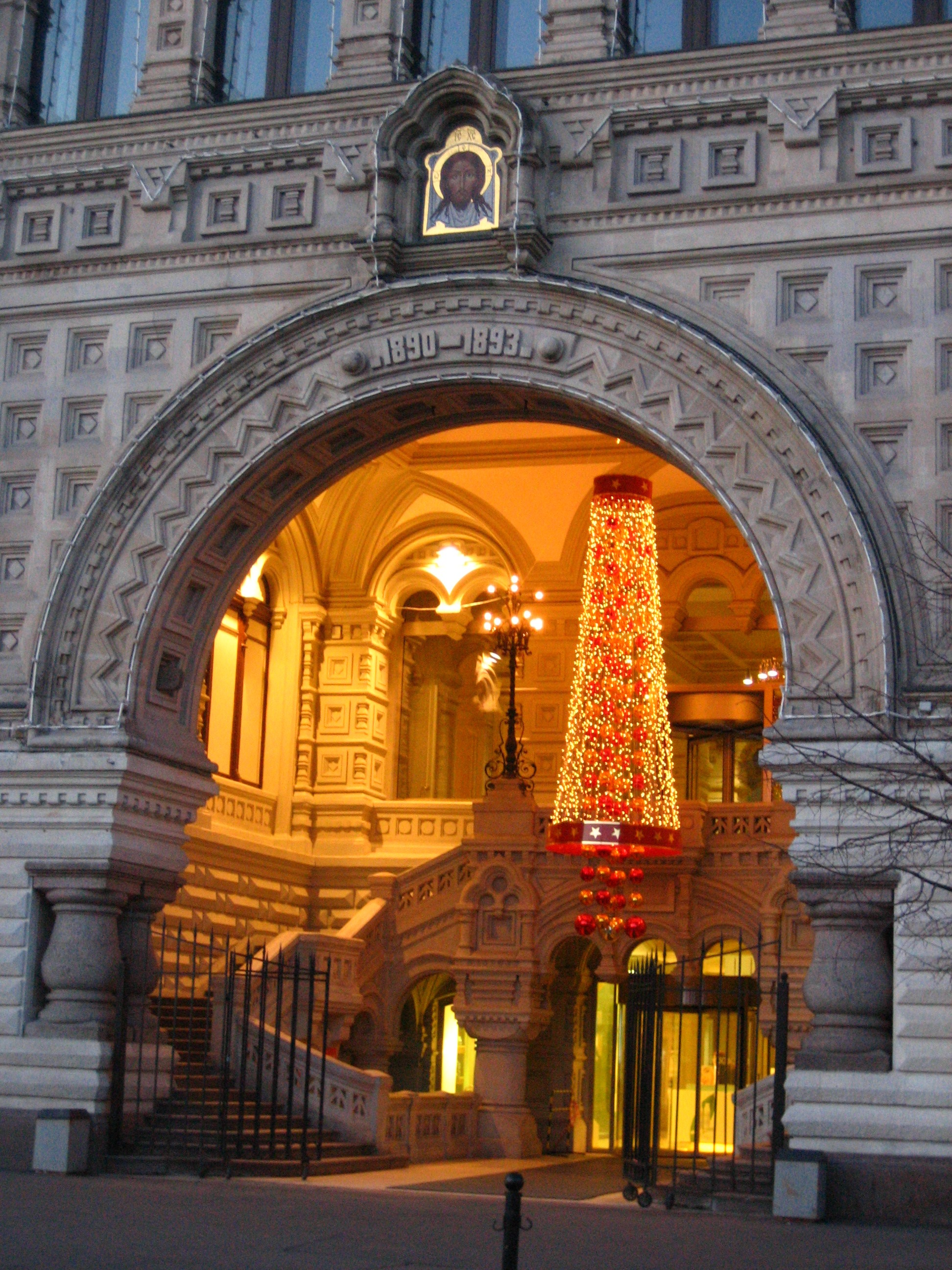